# Argus (album)
Argus – trzeci album studyjny Wishbone Ash. Jest to najbardziej znany krążek zespołu, przez wielu uważany za najlepszy. Album w Wielkiej Brytanii osiągnął status złotej płyty, dotarł także do 3. miejsca tamtejszej listy przebojów.

## Lista utworów
| 1. | „Time Was”             | 9:42  |
|    |                        |       |
| 2. | „Sometime World”       | 6:55  |
|    |                        |       |
| 3. | „Blowin' Free”         | 5:18  |
|    |                        |       |
| 4. | „The King Will Come”   | 7:06  |
|    |                        |       |
| 5. | „Leaf and Stream”      | 3:55  |
|    |                        |       |
| 6. | „Warrior”              | 5:53  |
|    |                        |       |
| 7. | „Throw Down the Sword” | 5:11  |
|    |                        |       |
|    |                        | 44:00 |
|    |                        |       |

## Twórcy albumu
- Martin Turner – gitara basowa, wokal
- Andy Powell – gitara, wokal
- Ted Turner – gitara, wokal
- Steve Upton – perkusja
- John Tout – instrumenty klawiszowe („Throw Down The Sword”)